# إينا غارتن
إينا روزينبرج جارتن (بالإنجليزية: Ina Garten)‏ (ولدت في 2 فبراير 1948) هي مؤلفة أمريكية، ومقدمة برنامج بيرفوت كونتيسا على شبكة فود نتوورك، وموظفة سابقة بمكتب الإدارة والميزانية بالبيت الأبيض.
لم تتلق جارتن أي تدريبات رسمية في الطبخ؛ علمت نفسها تقنيات الطهي بمساعدة كتب الطهي الفرنسية وكتب نيو إنجلاند. لاحقًا، اعتمدت على حدسها وانطباع أصدقائها والزبائن في صقل وصفاتها. وأُرشدَت بشكل أساسي من إيلاي زابار (مالك متجر إلايز مانهاتن وإيلايز بريدز) وخبيرة الطعام مارثا ستيوارت. من ضمن أطباقها قلب بالكريمة، ريمولادي جذور الكرفس، كلافوتيس الكمثرى، ونسخ مبسطة من لحم البقر بالبورغيغون. بدأ عملها بالطهي في متجر طعام الذواقة، بيرفوت كونتيسا؛ وسعت جارتن لاحقًا أنشطتها لكتابة أكثر كتب الطهي مبيعًا، وكتابة الأعمدة بالمجلات، وإنتاج المنتجات السريعة ذاتية التسويق، وتقديم برنامج تلفزيوني محبوب على شبكة فود نتوورك.

## حياتها المبكرة
ولدت إينا روزينبيرج لعائلة يهودية في بروكلين بولاية نيويورك ونشأت في ستامفورد بولاية كونيكتيكت، كانت جارتن إحدى طفلين للأب تشارلز روزينبرج، وكان يعمل جراحًا متخصصًا في طب الأذن والحنجرة، ولزوجته فلورينس. شُجعت على التفوق في المدرسة، وأظهرت تفوقًا في العلوم، وقالت إنها تستخدم عقليتها العلمية عند اختبار وصفاتها. والدة جارتن (مفكرة مولعة بالأوبرا) منعت إينا من المساعدة في المطبخ، ودفعتها للاهتمام بالواجبات المدرسية. وصفت جارتن والدها بالشخص الاجتماعي، واعترفت أنها تشاركه صفات أكثر مما تشارك أمها.
في سن الخامسة عشر، قابلت زوجها المستقبلي، جيفري جارتن، في رحلة لزيارة أخيها في كلية دارتموث. بعد المدرسة الثانوية، التحقت بجامعة سيراكيوز لكنها أجلت مساعيها التعليمية حتى تتزوج.

## الحياة العملية
في 22 ديسمبر 1968، عقد جيفري وإينا قرانهما في ستامفورد وعاجلًا ما انتقلا إلى فورت براغ بولاية كارولاينا الشمالية. بدأت بالعمل بالطبخ والترفيه كهواية لشغل وقتها؛ خدم جيفري في جولة عسكرية استمرت أربع سنوات أثناء الحرب في فيتنام. وحصلت أيضًا على رخصة ممارسة الطيران. بعد أن أنهى زوجها خدمته العسكرية، سافر الزوجان إلى باريس في فرنسا، لقضاء إجازة تخييم لمدة أربعة أشهر؛ زاد السفر من حبها للمطبخ الفرنسي. أثناء هذه الرحلة، تعرفت على الأسواق المفتوحة، ومنصات بيع المنتجات، ومكونات الطبخ الطازجة. عند العودة إلى الولايات المتحدة بدأت في صقل مهاراتها بالطبخ عن طريق دراسة مجلدات جوليا تشايلد في الطهي. أثناء هذا الوقت، حفلات العشاء الأسبوعية أصبحت عادة، وصقلت مهاراتها في الترفيه المنزلي عندما انتقلت مع زوجها إلى واشنطن، في عام 1972.
في واشنطن، عملت جارتن في البيت الأبيض بينما كانت تدرس ماجستير إدارة الأعمال في جامعة جورج واشنطن؛ وعمل جيفري في وزارة الخارجية، وأكمل الدراسات العليا. كانت جارتن قد عُينت في الأصل معاونة حكومية منخفضة المستوى، وتسلقت السلم السياسي حتى مكتب الإدارة والميزانية. عُينت لاحقًا لمنصب محلل الميزانية، والذي استلزم كتابة ميزانية الطاقة النووية وأوراق سياسية حول مصانع فصل النظائر النووية للرؤساء جيرالد فورد وجيمي كارتر.
بعدما عانت من ضغوط عملها، عادت جارتن مرة أخرى للترفيه بينما كانت تعمل أيضًا في الاستثمار العقاري من أجل الربح في مناطق دوبونت سيركل وكالوراما. أرباح هذا الاستثمار منحت جارتن الموارد لخوض صفقتها التالية، وهي متجر المواد الغذائية المتخصصة ذا بيرفوت كونتيسا.

### متجر بيرفوت كونتيسا
تركت جارتن الوظيفة الحكومية في 1978 بعدما رأت إعلانًا لمتجر مواد غذائية متخصصة بمساحة 400 قدمًا مربعًا (37 م2) يسمى بيرفوت كونتيسا في وستهامبتون بيتش بولاية نيويورك. «عملي في واشنطن كان مثيرًا فكريًا ومحفزًا لكنه لم يمثلني مطلقًا»، هكذا شرحت جارتن بعد أربع سنوات.  
بعد السفر لرؤية المتجر، اتخذت جارتن قرارًا متسرعًا بشراء المتجر وانتقلت إلى نيويورك لتولي الملكية. سُمي المتجر بواسطة صاحبه الأصلي نسبة إلى فيلم من إنتاج عام 1954 للمثلة آفا جاردنر. أبقت جارتن على الاسم بعدما اشترته؛ حيث تناغم جيدًا مع تصورها لنمط حياة «أنيق لكنه عملي». ومن المفارقة، أنها لم تشاهد الفيلم حتى عام 2006.
خلال عام، نقلت جارتن المتجر في مكان أكبر عبر الشارع الرئيسي، والذي نمى سريعًا. في 1985، نُقل المتجر مرة أخرى إلى مبنى أُخلي حديثًا في متجر الذواقة دين & ديلوكا في قرية لونغ أيلاند المزدهرة في إيست هامبتون. على عكس أجواء الشاطئ الموسمية في ويست هامبتون، يضم إيست هامبتون مجتمعًا قائمًا طوال العام، مما يوفر قاعدة زبائن أكبر وأكثر ثراءً. في ويست هامبتون، وسعت جارتن متجرها أكثر من سبع مرات مقارنة بحجمه الأصلي (الحجم الأصلي 400 قدمًا مربعًا (37م2) لأكثر من 3,000 قدمًا مربعًا (280 م2)). في هذه المساحة الجديدة والأكبر، تخصص المتجر في الأطعمة الفاخرة مثل كوب سلطة سرطان البحر، والكافيار، والجبن المُستورَد، والمنتجات المحلية.
بحلول عام 2003، أصبح بيرفوت كونتيسا مكانًا معروفًا للتجمع في إيست هامبتون، واختارته المخرجة نانسي مييرس كأحد مواقع التصوير لفيلم جاك نيكلسون ودايان كيتون «سامثينغز غوتا غيف». أُغلق المتجر بشكل دائم في 2004 حينما انتهت صلاحية عقد امتلاكه وفشلت المفاوضات بين جارتن (ما زالت مالكة المبنى) والمالكين الجدد. ويُزعَم أن جارتن لم تعد فتح المتجر لكنها احتفظت بملكيته لاحتمالية تأجيره لمستأجرين جدد.

## الأعمال

### الكتب
- كتاب The Barefoot Contessa Cookbook (1999) الصادر عن دار نشر كلاركسون بوتر.
- كتاب Barefoot Contessa Parties! Ideas and Recipes For Easy Parties That Are Really Fun (2001)
- كتاب Barefoot Contessa Family Style: Easy Ideas and Recipes That Make Everyone Feel Like Family (2002)
- كتاب  Barefoot in Paris: Easy French Food You Can Make at Home (2004)
- كتاب  Barefoot Contessa at Home: Everyday Recipes You'll Make Over and Over Again (2006)
- كتاب Barefoot Contessa Back to Basics: Fabulous Flavor from Simple Ingredients. الصادر عن دار نشر كلاركسون بوتر (2008)
- كتاب Barefoot Contessa: How Easy Is That? الصادر عن دار نشر كلاركسون بوتر (2010)
- كتابBarefoot Contessa: Foolproof: Recipes You Can Trust.  الصادر عن دار نشر كلاركسون بوتر (2012)
- كتاب Make It Ahead: A Barefoot Contessa Cookbook  الصادر عن دار نشر كلاركسون بوتر (2014)
- كتابCooking for Jeffrey: A Barefoot Contessa Cookbook  الصادر عن دار نشر كلاركسون بوتر (2016).
- كتاب Cook Like a Pro: Recipes and Tips for Home Cooks. الصادر عن دار نشر كلاركسون بوتر (2012)

### أعمدة المجلات
- عمود "Entertaining is Fun!" (بمجلة مارثا ستيوارت ليفنج 1999 – الحاضر)
- عمود "Entertaining." (مجلة أو، ذا أورفان ماجازين 2003 – الحاضر)
- عمود "Ask the Barefoot Contessa." (مجلة هاوس بيوتيفول 2006 – الحاضر)

### البرامج التلفزيونية
- برنامجFrom Martha's Kitchen: Ina Garten's Kitchen Clambake  (2000)
- برنامجBarefoot Contessa  (2002 – الحاضر)
- برنامج Chefography   (2006 – 2010)
- برنامج30 Rock  (2010 – 2011)

## وصلات خارجية
- إينا غارتن على موقع IMDb (الإنجليزية)
- إينا غارتن على موقع إن إن دي بي (الإنجليزية)
- إينا غارتن على موقع قاعدة بيانات الفيلم (الإنجليزية)